# Бистріївка (Бердичівський район)
Бистрі́ївка (раніше — Бистрівка) — село в Україні, у Вчорайшенській сільській територіальній громаді Бердичівського району Житомирської області. Кількість населення становить 522 особи (2001). У 1923—59 та 1966—2018 роках — адміністративний центр однойменної сільської ради.

## Географія
Селом протікає річка Постіл. Відстань до Ружина — 18 км, до найближчої залізничної станції (Брівки) — 15 км.

## Населення
У 1864 році в сільці налічувався 651 житель, у 1885 році в селі нараховувалося 752 мешканці та 95 дворів.
У 1900 році проживало 1 255 осіб, з них 638 чоловіків та 617 жінок; дворів — 201, за іншими даними, 1 154 особи.
Відповідно до перепису населення СРСР, на 17 грудня 1926 року чисельність населення становила 1 731 особу, з них за статтю: чоловіків — 834, жінок — 897; етнічний склад: українців — 1 728, росіян — 3. Кількість домогосподарств — 386, з них, несільського типу — 2.
Станом на 1972 рік, кількість населення становила 1 316 осіб, дворів — 346.
Відповідно до результатів перепису населення СРСР, кількість населення, станом на 12 січня 1989 року, становила 675 осіб, станом на 5 грудня 2001 року, відповідно до перепису населення України, кількість мешканців села становила 584 особи.

### Мова
Розподіл населення за рідною мовою за даними перепису 2001 року:
| Мова       | Кількість | Відсоток |
| ---------- | --------- | -------- |
| українська | 582       | 99.66%   |
| російська  | 2         | 0.34%    |
| Усього     | 584       | 100%     |

## Історія
В середині 19 століття — Бистрівка, сільце Сквирського повіту, за 4 версти від Мусіївки, з котрою входила до однієї парафії. Належала до Верхівнянського маєтку, котрим, з 1847 року, володіла графиня Анна Мнішек, що успадкувала його від батька, Вацлава Ганського. В 1848 році в селі збудовано дерев'яну церкву.
У 1885 році — Бистрівка, колишнє власницьке сільце Верхівнянської волості Сквирського повіту Київської губернії, біля озера, є церква, гостиний двір.
В кінці 19 століття — Бистрівка, власницьке село Верхівнянської волості Сквирського повіту. Відстань до центру повіту, м. Сквира — 28 верст, до найближчої залізничної станції (Бровки) — 12 верст, до найближчої телеграфної станції, в с. Бровки — 12 верст, поштової казенної станції, в містечку Ружин — 15 верст, поштової земської, в с. Верхівня — 2 версти. Входило до Верхівнянського маєтку, православна парафія в Мусіївці. Основним заняттям мешканців було рільництво, крім цього, окремі селяни підробляли в Києві, Одесі та на залізниці. Землі — 1 691 десятина: поміщикам належало 937 дес., селянам — 754 дес. Власність графа А. А. Ржевуського, господарював орендатор С. Й. Залеський; господарство велося за трипільною системою. В селі була православна філіальна церква, школа, два вітряки, винна лавка. Пожежна команда має помпу, 5 бочок та 3 багри.
У 1923 році увійшло до складу новоствореної Бистріївської сільської ради, котра, від 7 березня 1923 року, стала частиною новоутвореного Бровківського (від 1925 року — Вчорайшенський) району Бердичівської округи; адміністративний центр ради. Відстань до районного центру, с. Вчорайше — 8 верст, до окружного центру, м. Бердичів — 50 верст, до залізничної станції «Бровки» — 12 верст. В складі сільської ради почергово входило до Ружинського (5.02.1931 р., 28.11.1957 р.) та Вчорайшенського (13.02.1935 р.) районів.
У Другій світові війні воювали 229 мешканців села, 114 з них загинули, 87 — відзначені урядовими нагородами. У 1957 та 1965 роках в селі встановлено пам'ятники на честь односельців — учасників Другої світової війни.
5 березня 1959 року, внаслідок ліквідації Бистрицької сільської ради, село увійшло до складу Верхівнянської сільської ради Ружинського району. 30 грудня 1962 року, в складі сільської ради увійшло до Попільнянського району Житомирської області; після відновлення Ружинського району, 4 січня 1965 року, повернуте до його складу. 10 березня 1966 року в селі відновлено Бистріївську сільську раду Ружинського району.
В радянські часи — центральна садиба колгоспу, за котрим було закріплено 1 953 га земель, в тому числі 1 789 га ріллі; спеціалізація — вирощування зернових та технічних культур. В селі була 8-річна школа, клуб, бібліотека, медпункт, дитячі ясла та магазин.
31 липня 2018 року увійшло до складу Вчорайшенської сільської територіальної громади Ружинського району Житомирської області. Від 19 липня 2020 року, разом з громадою, в складі новоствореного Бердичівського району Житомирської області.

## Відомі люди
- Левчук Тимофій Васильович (1912—1998) — український кінорежисер.
- Пащук Віктор Вікторович (1945—2005) — український дипломат.